# Thích Nhất Hạnh
Thích Nhất Hạnh (szül: Nguyễn Xuân Bảo; 1926. október 11. – 2022. január 22.) vietnámi thiền buddhista szerzetes, szerző, békeaktivista, költő, és tanító volt, a Szilva Falu Hagyomány (Plum Village Tradition) megalapítója, akit történelmileg az elkötelezett buddhizmus fő inspirációjaként tartanak számon. A tudatosság atyja"-ként is aposztrofált Nhất Hạnh nagy hatással volt a buddhizmus nyugati irányzataira.
Az 1960-as évek közepén Nhất Hạnh megalapította a Kölcsönös létezés rendjét (vietnámi: Tiep Hien, angol: Order of Interbeing). 1966-ban száműzetésbe került Dél-Vietnámból miután háború ellenes nézeteket vallott. 1967-ben Martin Luther King őt jelölte Nobel-békedíjra. Nhất Hạnh több tucat kolostort és gyakorló központot alapított és éveken át élt a Szilva Falu kolostorban, amelyet 1982-ben alapított a dél-franciaországi Thénac közelében, közben sokat utazgatott, hogy előadási felkéréseknek tegyen eleget. Nhất Hạnh a mély meghallgatás módszerét népszerűsítette, amelyet a konfliktusok egyik erőszakmentes módszerének tartott. Tőle származik az "elkötelezett buddhizmus" kifejezés, amely a Vietnám: lótusz tűztengerben (Vietnam: Lotus in a Sea of Fire) című művében szerepel.
39 év száműzetés után Nhất Hạnh 2005-ben visszatérhetett hazájába. 2018-ban visszatért abba a templomba, ahol a spirituális útját elkezdte (Từ Hiếu templom), és egészen a 2022-ben bekövetkezett haláláig ott maradt. 95 éves korában hunyt el.
Nhất Hạnh több, mint 130 könyvet adott ki, ebből több, mint százat angolul, amely összesen 2019. januárjára elérte az ötmillió eladási példányszámot. Könyveit több, mint 40 nyelvre fordították le.

## Életének korai időszaka
Nhất Hạnh 1926. október 11-én született Nguyễn Xuân Bảo néven Vietnám ősi fővárosában, Huế városban. Nguyễn Đình vietnámi költő 15. generációs leszármazottja volt. Édesapja Nguyễn Đình Phúc, a Thừa Thiên régió Thành Trung falujából származott, a francia adminisztráció hivatalnokaként dolgozott. Édesanyja, Trần Thị Dĩ háziasszony volt a Gio Linh körzetből. Nhất Hạnh hat gyerek közül volt az ötödik. Öt éves koráig a nagyanyja házában élt az egész család. Hét éves kori emléke egy öröm, amelyet egy Buddhát ábrázoló rajz láttán érzett a fűben üldögélve. Iskolai kiránduláson ellátogatott egy hegyre, ahol egy remete lakott, és akiről azt tartották, hogy régóta ott üldögélt reggeltől estig, és olyan békéssé vált, mint a Buddha. A közelben talált rá egy kútra, amelyből ivott és rendkívüli elégedettséget érzett. Ez az élmény vezette arra, hogy buddhista szerzetes legyen belőle. 12 évesen jelentette ki először a szülei előtt, hogy szerzetes szeretne lenni, akik a kezdeti ellenállás után 16 éves korában megengedték neki.

## Nevei
Nhất Hạnh-nak több neve is volt életében. Kisfiú korában a Nguyễn Đình Lang hivatalos néven iratkozott be az általános iskolába. A beceneve Bé Em volt. Szerzetestanoncként a Điệu Sung nevet kapta, majd a hagyományvonalban használatos hivatalos neve a Trừng Quang lett. Teljes jogú szerzetesként a dharma neve a Phùng Xuân volt. A Nhất Hạnh elnevezést akkor kapta, amikor 1949-ben Saigonba költözött.
A Thích vietnámi név a "Thích Ca" vagy "Thích Già" (sakja klánhoz tartozó) névből jön. A kelet-ázsiai buddhista szerzetesek ezt a nevet szokták felvenni családnévként, amely azt fejezi ki, hogy a buddhista közösség (szangha) a legfőbb családjuk. Több buddhista hagyományban is több nevet kaphat egy személy. A hagyományvonalhoz tartozó első nevet a menedékvételkor (Három Ékkő) szokás kapni. Nhất Hạnh hagyományvonalának neve Trừng Quang (澄光, "Tiszta, tükröződő fény"). A második egy dharmanév, amit a szerzetes eskütételt követően kap, a szerzetesi közösségbe való teljes felvétel után. Nhất Hạnh dharmaneve Phùng Xuân (逢春, "Találkozás tavasszal"), dharmacíme pedig Nhất Hạnh. Nhất Hạnh tanítványai úgy nevezték, hogy Thầy (azaz mester) vagy Thầy Nhất Hạnh. A mahájána hagyományban minden vietnámi szerzetest lehet úgy hívni, hogy "thầy".

## Végzettsége

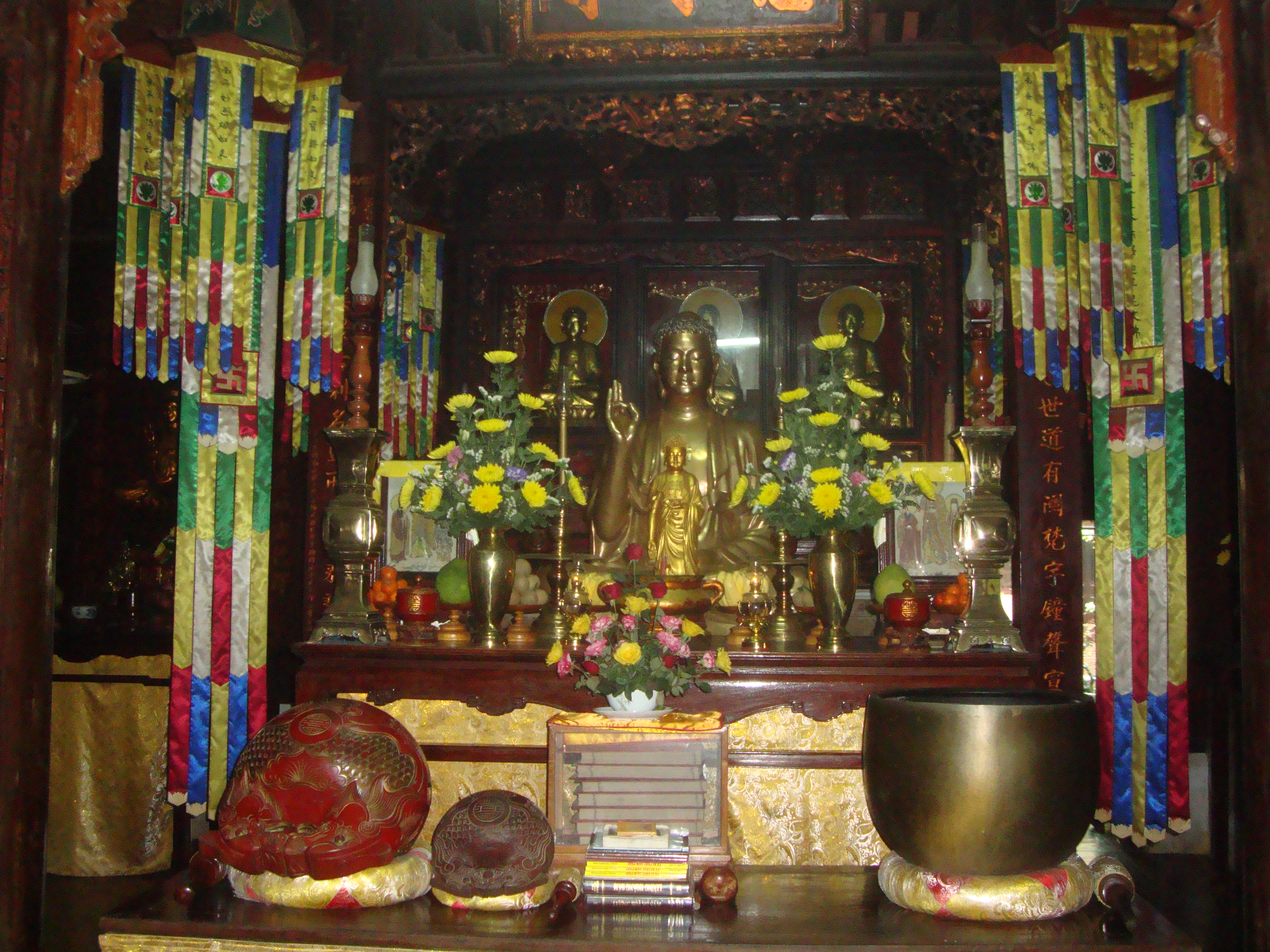
A Từ Hiếu pagoda Buddha terme.

Nhất Hạnh 16 éves korában állt be a Từ Hiếu templom szerzetesrendjébe, ahol a legfőbb tanítója Thanh Quý Chân Thật zen mester volt, a Lâm Tế zen iskola 43., illetve a Liễu Quán iskola 9. generációjához tartozott. Növendékként három évig tanulta a mahájána és a théraváda buddhizmus vietnámi hagyományai szerint. Kínai, angol és francia nyelvet is tanult. Nhất Hạnh ezután a Báo Quốc buddhista akadémián tanult, amellyel elégedetlen volt a filozófiai, irodalmi és idegennyelvű oktatási szintje miatt. Emiatt átjelentkezett a saigoni Ấn Quang pagoda iskolájába, ahol 1951-ben teljes jogú szerzetesi címet szerzett (bhikkhu). A Saigoni Egyetemen töltött tanulmányai során könyvírásból és versírásból tartotta el magát.
1955-ben Nhất Hạnh visszatért Huế városba és a Vietnámi Buddhisták Általános Szövetségének (Tổng Hội Phật Giáo Việt Nam) hivatalos kiadójánál (Phật Giáo Việt Nam, magyarul: Vietnámi buddhizmus) szerkesztője lett, ahonnan két évvel később eltanácsolták, mert az idősebb szerzeteseknek nem tetszett az ő írása. Nhất Hạnh úgy vélte ez azért volt, mert nem tetszett nekik Nhất Hạnh véleménye, hogy a különböző dél-vietnámi buddhista szervezeteknek egyesülniük kellene. 1956-ban, amíg ő éppen Đà Lạt városban tanított, kizárták őt a templomból. 1957-ben úgy döntött elvonulásra megy, és létrehozott egy egyházi “ellenállási közösséget”, amely a Phương Bôi nevet kapta, a Đà Lạt melletti Đại Lao erdőben. Ekkoriban egy közeli középiskolában tanított, és folytatta az írást, amelyben az egyesített buddhizmust hirdette.
1959 és 1961 között Nhất Hạnh több rövid buddhista kurzust tartott különböző saigoni templomban, köztük a nagy Xá Lợi pagodában, ahol óra közben szakították félbe a kurzusát, és a tanításaival együtt őt is elutasították. Miután több ízben is meggyűlt a baja a vietnámi vallási és világi hatóságokkal, 1960-ban elfogadott egy Fulbright-ösztöndíjat a Princetoni Egyetem összehasonlító vallástudomány szakán. A Princeton Vallástudományi Szemináriumán tanult 1961-ben. 1962-ben óraadó tanári állást kapott a Columbia Egyetemen illetve a Cornell Egyetemen is tartott kurzusokat. Ekkor már folyékonyan beszélt franciául, kínaiul, angolul, illetve olvasott szanszkrit és páli nyelven.

## Munkássága

### Aktivizmus Vietnámban (1963–66)
1963-ban a Ngô Đình Diệm által vezetett katolikus kisebbségi rezsimet ért katonai puccs után Nhất Hạnh visszatért, Thich Tri Quang neves vietnámi mahájána buddhista szerzetes kérésére, Dél-Vietnámba 1963. december 16-án, hogy a vietnámi buddhizmus adminisztrációs rendszerét helyreállítsák. Egy kongresszusi gyűlést követően a Buddhisták Általános Szövetsége és más csoportok egyesülve 1964-ben létrehozták a Vietnámi Egyesített Buddhista Egyházat (VEBE). Nhất Hạnh kérte, hogy az egyház tegyen lépéseket a vietnámi háború befejezése érdekében, illetve hozzanak létre egy intézményt a buddhista felsőfokú tanulmányok előmozdítása érdekében és a jövő buddhista vezetőinek neveléséért.
1964-ben Nhất Hạnh két tanítványa megalapította a La Boi kiadót, amely két éven belül 12 könyvet jelentetett meg. 1966-ra azonban a kiadót már börtönbüntetés veszélyeztette, ugyanis a "béke" szó ekkor egyet jelentett a kommunizmussal. Nhất Hạnh a VEBE folyóiratának szerkesztője is lett (Hải Triều Âm (A növekvő dagály hangja). Folyamatosan a béke és a megbékélés mellett kampányolt, különösen a Tonkini incidens után, és a vietkongot a testvéreinek nevezte. A dél-vietnámi kormányzás ezt követően betiltotta a folyóiratot.
1966. május 1-jén a Từ Hiếu templomban Nhất Hạnh megkapta a "lámpa átadást" Chân Thật zen mestertől, ami által dharmacsarja tanítóvá vált, illetve a Từ Hiếu és kolostorainak vezetője.

#### Vạn Hanh Buddhista Egyetem
1964. március 13-án Nhất Hạnh és az An Quang pagoda szerzetesei megalapították a Magasabb Buddhista Tanulmányok Intézetét (Học Viện Phật Giáo Việt Nam), az UBCV támogatása mellett. Később átnevezték Vạn Hạnh Buddhista Egyetemre, amely egy saigoni magánintézmény volt, ahol buddhista tanulmányokat, vietnámi kultúrát és nyelvet lehetett tanulni. Nhất Hạnh buddhista pszichológiát és pradnyápáramita irodalmat oktatott, valamint segített támogatóktól pénzt gyűjteni.

#### School of Youth for Social Service (SYSS)

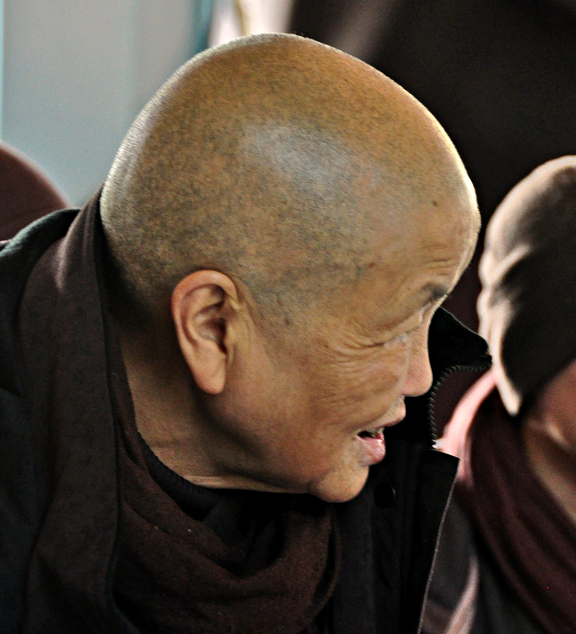
Chân Không
(Igaz üresség nővér)

1964-ben Nhất Hạnh többekkel együtt megalapított egy szervezetet (School of Youth for Social Service – SYSS, magyarul: Fiatalok iskolája a közjóért), amelynek tagjai vidéken hoztak létre iskolákat, kórházakat, illetve segítettek újraépíteni falvakat. A SYSS keretein belül 10 000 önkéntes és szociális munkás nyújtott segítséget háború sújtotta területeken. Röviddel ezután az Egyesült Államokba utazott, ahonnan haza már a háborús helyzet miatt nem tudott. A SYSS vezetését Chân Không apáca vette át, aki az alapítvány egyik kulcs embere lett. A szervezet sok aktivitását szervezte meg, mint például egészségügyi, oktatási és mezőgazdasági segítségnyújtás vidéken a háború idején.

#### Tiếp Hiện
Nhất Hạnh 1964 és 1966 között létrehozta a Tiếp Hiện csoportot a SYSS hat tagjával (három férfi és három nő), amelyben egyházi és világi emberek egyaránt voltak. A tagok az elkötelezett buddhizmus 14-es fogadalmát tették le. 1981-ben egy hetedik ember is belépett a csoportba.
1967-ben az alapító hat fő közül az egyik nő, Nhat Chi Mai felgyújtotta magát a saigoni Tu Nghiem pagoda előtt, hogy tüntessen a vietnámi háború befejezését sürgetve. Nhất Hạnh több ízben is elmagyarázta a Nyugat számára, hogy Thích Quảng Đức és más vietnámi buddhista, aki felgyújtotta saját magát a vietnámi háború alatt, nem követtek el öngyilkosságot. Magyarázata szerint a tetteik arra irányultak, hogy az elnyomók szívét meghassák, és hogy felkeltsék az egész világ figyelmét a vietnámi emberek által átélt szenvedésre.
A Tiếp Hiện rend nemzetközi közösséggé nőtte ki magát, amelyben a figyelem középpontjában a tudatosság gyakorlata, az erkölcsös viselkedés és a társadalmon belül tett együttérző cselekedet van. 2017-re a csoport tagjai között több ezren tették le a 14 pontos fogadalmat.

### A vietnámi háború alatt
A Vạn Hạnh Egyetem irányítását átvette az egyik kancellár, aki el kívánt szakadni Nhất Hạnh-tól és a SYSS-től, és Chân Không szerzetest azzal vádolta, hogy kommunista. Ezután a SYSS nem volt képes pénzadományra szert tenni, és a tagjai is ellene fordultak. A háborús konfliktusban nem foglalt állást a szervezet.
1966-ban Nhất Hạnh visszatért az Egyesült Államokba, hogy a Cornell Egyetemen vezessen egy szimpóziumot a vietnámi buddhizmusról. Június 1-jén kiadott egy öt pontos ajánlást az amerikai kormánynak, amelyben arra szólít fel, hogy: (1) a kormány tisztázza hivatalos közleményben, hogy segíteni kíván a vietnámi embereknek létrehozni egy vietnámi kormányt, amely mindenben megfelel a vietnámi emberek kívánságainak – (2) az USA és Dél-Vietnám fejezzék be a légi támadásokat Vietnám teljes területén – (3) minden anti-kommunista hadművelet kizárólag védelmi célokból működjön – (4) az USA mutasson szándékot arra, hogy pár hónapon belül kivonul Vietnámból – (5) az USA ajánlja fel, hogy fizet a rekonstrukciós folyamatokért. A dél-vietnámi katonai junta árulással vádolta, és azzal, hogy kommunista.
1964-ben publikálta híres költeményét "bárki, aki hallja, legyen a tanúm: nem fogadom el ezt a háborút..." Az amerikai sajtó a „háborúellenes költő” titulust adta neki. 1965-ben levelet írt Martin Luther King részére, melynek címe Az ember ellensége utáni keresés ("In Search of the Enemy of Man") volt. Személyesen is találkozásuk során is arra kérte Kinget, hogy szólaljon fel a vietnámi háború ellen. Később ebben az évben King Nhất Hạnh-nak ajánlotta a Nobel-békedíjat. A Nobel bizottsága azonban abban az évben nem osztott ki díjat.

#### Menekültként Franciaországban
Nhất Hạnh 1966-ban Párizsba költözött. A vietnámi buddhista békedelegáció elnöke lett. Három évvel később Franciaországban megalapította az Egyesített Buddhista Egyházat (Église Bouddhique Unifiée). 1975-ben létrehozta az Édesburgonya Meditációs Központot Troyes közelében. A következő hét évben az írásra és a meditációra összpontosított. Ekkorában kezdett el tanítani tudatosság meditációt.

### Plum Village

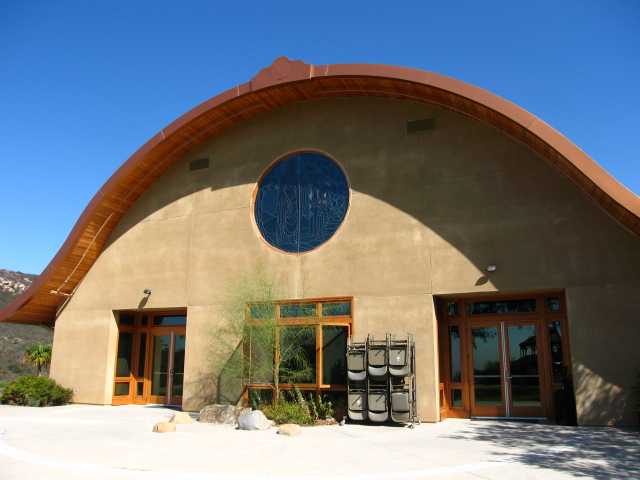
A kaliforniai Őzpark kolostor

1982-ben Nhất Hạnh és Chân Không megalapította a Szilva Falu kolostort Bordeaux közelében, amely ma egész Európa és Amerika legnagyobb buddhista kolostora. Ebben a buddhista kolostorban 200 szerzetes él, és évente több mint 10 000 látogatója van.
2019-ben Nhất Hạnh kolostor és elvonulási központ hálózatot épített, amely több országot ível át, például Franciaország, az Egyesült Államok, Ausztrália, Thaiföld, Vietnám, és Hong Kong.
A Thích Nhất Hạnh Alapítvány szerint 2017-re a rendben összesen több, mint 9 kolostor és 750 szerzetes található.

## Tanításai és hatása

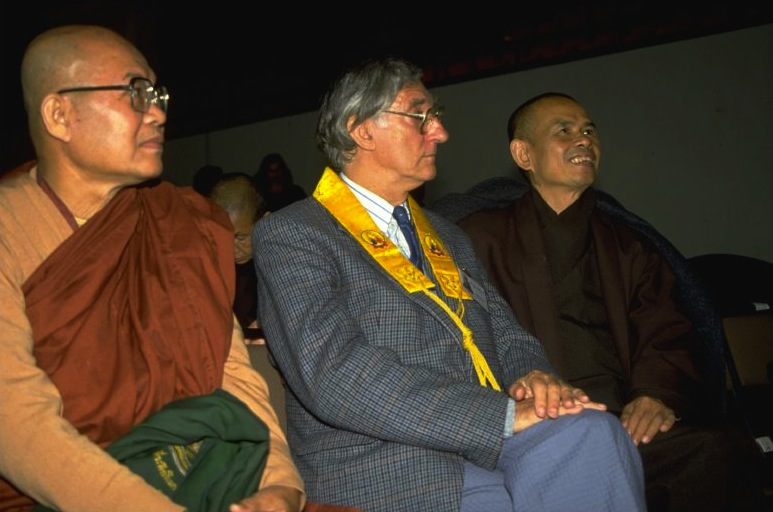
Rewata Dhamma, Sangharakshita és Nhất Hạnh Berlinben, 1992

Nhất Hạnh tanításai a korai buddhista iskolák tanításait, a jógácsára mahájána buddhista hagyományait és a zen tanításait ötvözik. Hatással volt a nyugati pszichológia által is átvett légzéstudatosság gyakorlatokra, és a tudatosság négyes megalapozására, amellyel modern megvilágításba került a buddhista meditáció. Az általa bemutatott Pradnyápáramita a kínai hua-jen irányzatot viszi tovább, amelyről sokan állítják, hogy a zen filozófiai alapjait képezi.
Nhất Hạnh 2014. szeptemberében lefordította a Szív szútrát angol és vietnámi nyelvre. mert úgy vélte, hogy a korábbi fordítások szegényes szóválasztásai miatt az eredeti szöveg jelentős torzulást szenvedett el 2000 éven át.
Nhất Hạnh vezető szerepet töltött be az elkötelezett buddhizmus mozgalmában (he is credited with coining the term), amely az egyén aktív szerepét hangsúlyozza a változás létrehozásában. Átfogalmazta a világi buddhistáknak szóló öt fogadalmat, amelyet hagyományosan a negatív cselekedetektől való tartózkodás végett tanácsolt a történelmi Buddha. Például, a lopástól való tartózkodás helyett Nhất Hạnh úgy fordította, hogy akadályozzunk meg másokat, hogy az emberi szenvedésből nyereséget szerezzenek, például úgy, hogy tenni az igazságtalan gyakorlatokkal szemben, vagy egy nem biztonságos munkakörnyezet ellen. Ennek a koncepciónak az eredetét a 13. századi Trần Nhân Tông, vietnámi uralkodónak tulajdonította. Trần Nhân Tông feladta a trónját, hogy szerzetes legyen, és megalapította a vietnámi buddhista bambuszerdő hagyományt.

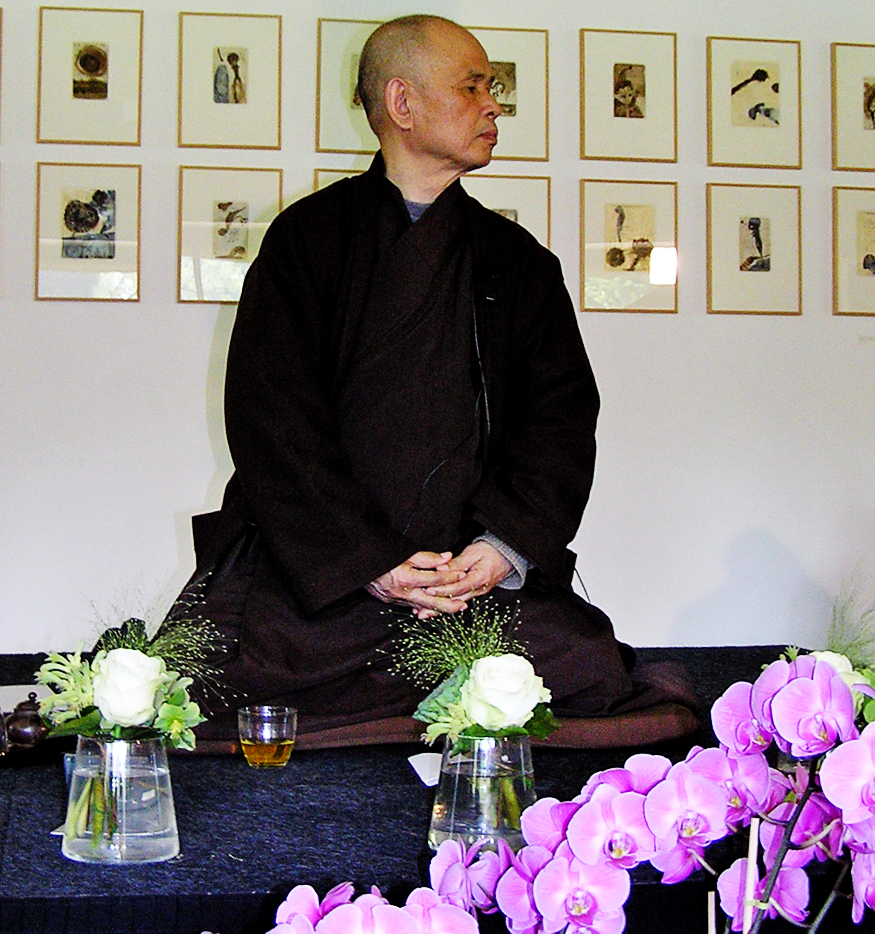
Thích Nhất Hạnh a holland Vught városában, 2006.

A "Tudatosság atyja" néven is emlegetett Nhất Hạnh a buddhizmus terjesztésének egyik fő alakja volt a Nyugaton, főként a tudatos jelenlét területén kiemelkedő a tevékenysége. James Shaheen, az American Buddhist magazine szerkesztője mondta róla, hogy "Ő (Nhất Hạnh) a Nyugaton ikonnak számít. Nem ismerek egy nyugati buddhistát sem, aki ne ismerné." Az 1975 The Miracle of Mindfulness (A tudatosság csodája) című könyve segített lefektetni a tudatosság alapjait a depresszió kezeléséhez (tudatosságalapú kognitív terápia), amely nagy hatással volt Marsha M. Linehanra, a Washingtoni Egyetem pszichológia professzorára, a Dialektikus viselkedésterápia (DBT) elindítójára. J. Mark G. Williams, az Oxfordi Egyetem és az Oxford Mindfulness Centre (Oxford Tudatosság Központ) kutatója a következőket mondta róla: "Arra volt képes, hogy a buddhista bölcsesség lényegét közvetítette az emberek számára világszerte, és egy hidat teremtett a pszichológia tudományának modern világa, a modern egészségügy és az ősi bölcsesség gyakorlatai között." Nhất Hạnh egyik tanítványa, Jon Kabat-Zinn, fejlesztette ki a tudatos jelenlét alapú stresszcsökkentő terápiát, amely a világ minden táján elérhető a kórházakban, illetve 2015-re az orvosi iskolák 80%-ban tartanak ilyen kurzusokat.
Nhất Hạnh figyelemreméltó szerepet játszott a vallásközi kommunikációban is, amely a tevékenysége elején még egyáltalán nem volt jellemző. Híres barátság fűzte olyan katolikus személyekkel, mint Martin Luther King és Thomas Merton. Merton 1966-ban írt, "Nhất Hạnh a testvérem" című esszéjében a következőket írta: "Sokkal több közös dolgom van Nhất Hạnh-nal, mint sok amerikaival, és ezt nyíltan merem állítani. Életbevágóan fontos, hogy az ilyen kötelékeket elismerjük. Ezek egy új szolidaritás kötelékei... amelyek mind az öt földrészen egyre nyilvánvalóbbak, és amelyek túlmutatnak minden politikai, vallási és kulturális választóvonalon, hogy egyesítsék a férfiakat és a nőket minden országban egy olyasvalamiben, ami az ideáknál és a programoknál egyértelműbb és élőbb." Még ebben az évben Nhất Hạnh találkozott VI. Pál pápával, és együtt kérték a katolikusokat és a buddhistákat, hogy segítsék a világbékét, kezdve a Vietnámi válsággal.

## Művei
- A Pebble for Your Pocket, Full Circle Publishing, 2001. ISBN 81-7621-188-5
- Anger: Wisdom for Cooling the Flames, Riverhead Trade, 2002. ISBN 1-57322-937-7
- At Home in the World: Stories and Essential Teachings from a Monk's Life, with Jason Deantonis (Illustrator), Parallax Press, 2016 ISBN 1941529429
- Be Free Where You Are, Parallax Press, 2002. ISBN 1-888375-23-X
- Being Peace, Parallax Press, 1987. ISBN 0-938077-00-7
- Buddha Mind, Buddha Body: Walking Toward Enlightenment, Parallax Press, 2007. ISBN 1-888375-75-2
- Cultivating The Mind Of Love, Full Circle, 1996. ISBN 81-216-0676-4
- Fear: Essential Wisdom for Getting Through the Storm, HarperOne, 2012. ISBN 978-1846043185
- Fragrant Palm Leaves: Journals, 1962–1966, Riverhead Trade, 1999. ISBN 1-57322-796-X
- Going Home: Jesus and Buddha as Brothers, Riverhead Books, 1999. ISBN 1-57322-145-7
- Hermitage Among the Clouds, Parallax Press, 1993. ISBN 0-938077-56-2
- How to Eat, Parallax Press, 2014. ISBN 978-1937006723
- How to Fight, Parallax Press, 2017. ISBN 978-1941529867
- How to Love, Parallax Press, 2014. ISBN 978-1937006884
- How to Relax, Parallax Press, 2015. ISBN 978-1941529089
- How to Sit, Parallax Press, 2014. ISBN 978-1937006587
- Is nothing something?: Kids' questions and zen answers about life, death, family, friendship, and everything in between, Parallax Press 2014. ISBN 978-1-937006-65-5
- Living Buddha, Living Christ, Riverhead Trade, 1997. ISBN 1-57322-568-1
- Love Letter to the Earth, Parallax Press, 2012. ISBN 978-1937006389
- Mindful Movements: Ten Exercises for Well-Being, Parallax Press 2008, ISBN 978-1-888375-79-4
- No Death, No Fear, Riverhead Trade reissue, 2003. ISBN 1-57322-333-6
- No Mud, No Lotus: The Art of Transforming Suffering, Parallax Press, 2014. ISBN 978-1937006853
- Old Path White Clouds: Walking in the Footsteps of the Buddha, Parallax Press, 1991. ISBN 81-216-0675-6
- Old Path, White Clouds: Walking in the Footsteps of the Buddha, Blackstone Audio, Inc.; 2016. ISBN 978-1504615983
- Our Appointment with Life: Sutra on Knowing the Better Way to Live Alone, Parallax Press, 1990. ISBN 1-935209-79-5
- Peace Is Every Step: The Path of Mindfulness in Everyday Life, Bantam reissue, 1992. ISBN 9780553351392
- Reconciliation: Healing the Inner Child, Parallax Press, 2010. ISBN 1-935209-64-7
- Savor: Mindful Eating, Mindful Life. HarperOne (2010). ISBN 978-0-06-169769-2
- Silence: The Power of Quiet in a World Full of Noise, HarperOne (1705), 2015. ASIN: B014TAC7GQ
- Teachings on Love, Full Circle Publishing, 2005. ISBN 81-7621-167-2
- The Art of Communicating, HarperOne, 2013. ISBN 978-0-06-222467-5
- The Art of Living: Peace and Freedom in the Here and Now, HarperOne, 2017. ISBN 978-0062434661
- The Art of Power, HarperOne, 2007. ISBN 0-06-124234-9
- The Blooming of a Lotus, Beacon Press, 2009. ISBN 9780807012383
- The Diamond That Cuts Through Illusion, Commentaries on the Prajnaparamita Diamond Sutrs, Parallax Press, 1992. ISBN 0-938077-51-1
- The Heart of the Buddha's Teaching, Broadway Books, 1999. ISBN 0-7679-0369-2
- The Heart Of Understanding: Commentaries on the Prajnaparamita Heart Sutra, Full Circle, 1997. ISBN 81-216-0703-5, ISBN 9781888375923 (2005 edition)
- The Miracle of Mindfulness, Rider Books, 1991. ISBN 978-0-7126-4787-8
- The Miracle of Mindfulness: A Manual on Meditation, Beacon Press, 1999. ISBN 0-8070-1239-4 (Vietnamese: Phép lạ của sự tỉnh thức)
- The Moon Bamboo, Parallax Press, 1989. ISBN 0938077201
- The Novice: A Story of True Love, HarperCollins, 2011. ISBN 978-0-06-200583-0
- The Other Shore: A New Translation of the Heart Sutra with Commentaries, Palm Leaves Press, 2017. ISBN 978-1-941529-14-0
- The Path of Emancipation: Talks from a 21-Day Mindfulness Retreat, Unified Buddhist Church, 2000. ISBN 81-7621-189-3
- The Pocket Thich Nhat Hanh, Shambhala Pocket Classics, 2012. ISBN 978-1-59030-936-0
- The Raft Is Not the Shore: Conversations Toward a Buddhist/Christian Awareness, Daniel Berrigan (társszerző), Orbis Books, 2000. ISBN 1-57075-344-X
- The Sun My Heart, Parallax Press, 1988. ISBN 0-938077-12-0
- Thich Nhat Hanh: Essential Writings, Robert Ellsberg (szerk.), Orbis Books, 2001. ISBN 1-57075-370-9
- Touching the Earth: Intimate Conversations with the Buddha, Parallax Press, 2004. ISBN 1-888375-41-8
- Transformation and Healing: Sutra on the Four Establishments of Mindfulness, Full Circle, 1997. ISBN 81-216-0696-9
- True Love: A Practice for Awakening the Heart, Shambhala Publications, 1997. ISBN 1-59030-404-7
- Under the Banyan Tree, Full Circle Publishing, 2008. ISBN 81-7621-175-3
- Understanding Our Mind, HarperCollins, 2006. ISBN 978-81-7223-796-7
- Vietnam: Lotus in a sea of fire. New York, Hill and Wang. 1967
- You Are Here: Discovering the Magic of the Present Moment, Shambhala Publications, 2010. ISBN 978-1590308387
- Your True Home: The Everyday Wisdom of Thich Nhat Hanh, Shambhala Publications, 2011. ISBN 978-1-59030-926-1
- Zen Keys: A Guide to Zen Practice, Harmony, 1994. ISBN 978-0-385-47561-7
- Zen and the Art of Saving the Planet, HarperCollins, 2021. ISBN 978-0-06-295479-4

### Magyarul
- A béke légy te magad; szerk. Arnold Kotler, ford. Balázs Katalin, versford. Malik Tóth István; Ursus Libris, Bp., 2003
- Harag. Útmutató a bennünk tomboló erők megszelídítésére; ford. Magyari Krisztina; Trivium, Bp., 2004
- A béke érintése. Gyakorlatok a tudatos figyelemmel élt mindennapokhoz; ford. Tótisz András; Édesvíz, Bp., 2004
- Tanítások a szeretetről; ford. Béresi Csilla; Édesvíz, Bp., 2005
- Szívem, a Nap. Az éber tudatosságtól a szemlélődésből fakadó felismerésekig; ford. Szabó Zsigmond; Ursus Libris, Bp., 2005
- Vegyen körül a szeretet. Éld éberen a napjaidat. Útmutató az év minden hetére; ford. Makra Júlia; Bioenergetic, Bp., 2008
- Zamat. Tudatos étkezés, tudatos élet; ford. Szécsi Noémi; Jaffa, Bp., 2011
- Csöndsarok. Otthoni meditációs gyakorlatok; ford. Holbok Zoltán; Jaffa, Bp., 2012
- Megbékélés. A belső gyermek meggyógyítása; ford. Máriás Petra; Ursus Libris, Bp., 2018
- A párbeszéd művészete. Út a megbékéléshez; ford. Máriás Petra; Ursus Libris, Bp., 2020
- A zen és a bolygó megmentésének művészete; szerk., jegyz. Mély Odaadás nővér, ford. Máriás Petra; Ursus Libris, Bp., 2022
- Sár nélkül nincsen lótusz. A szenvedés átalakításának művészete; ford. Máriás Petra; Ursus Libris, Budapest, 2023
- Kitaposott ösvény fehér felhők. A Buddha nyomdokain járva; ford. Móri György Lajos; Buddhista Béke-Szentély Alapítvány–Magyarországi Drikung Kagyü Buddhista Egyház, Zalaszántó, 2024

## Külső hivatkozások
- Order of Interbeing
- Parallax Press – founded by Thich Nhat Hanh
- Plum Village – Thich Nhat Hanh's monastery
- Sangha Directory – List of communities practicing in Thich Nhat Hanh's tradition